# Палојце
Палојце је насељено место града Лесковца у Јабланичком округу. Према попису из 2022. било је 329 становника.

## Положај и тип
Село лежи у сливу Палојске речице, десне притоке Ј. Мораве. Куће су највећим делом на левој страни речице која је окренута северозападу. На поменутој углавном осојној страни долине, земљиште је благо и зато искрчено. На десној страни долине земљиште је стрмо и под шумом. Вода за пиће добија се од честих извора. Познатији су извори: Врба, Шумановац, Ђокински Кладенац, Мишински Кладенац. Петловска вода, Бачкало, Велика Долина, Староселска Вода и др.
Поједини крајеви атара око села носе ове називе: Палојска Росуља, Врбак, Лозиште, Љутичина, Разбијено Дрво, Копотина, Шумановац, Ориште, Кошевина, Шуманов Дрен, Терзијин Рид, Петловица, Анђелков Чукар, Гарине, Ћелије, Димитричина Гарина, Здравков Чукар, Оданица, Кале, Декчина Гарина, Локвиње, Бошково, Зла Долина, Свињарнице, Дугачка Орница, Рудња Пољана (сада под малинама и јабукама), Утрина (сада је тамо шума, око 80 ха.)
Палојце је разбијеног типа. Разликују се махале: Старо Село, Ћелије, Ђокинци, Цветковци, Петровци и Шумановац. При оснивању махала водило се рачуна да имања буду што ближе. Због тога је село веома растурено и из њега се неприметно прелази у околна насеља. У свему Палојце има 74 дома (1961. г.).

## Старине и прошлост
Место Кале лежи југоисточно од Палојца на граници атара са Личин Долом и Новим Селом. То место некада је било само палојско. Међутим, 1922. г. „сеоски кметови некако су га препродали" суседном Навом Селу. 3емљиште тога места сада је засађено задружним воћњацима и малињацима.
На ушћу Палојске Речице у Ј. Мораву, на потесу Палојска Росуља, налази се једно старо гробље. Многи од тих гробова су уништени приликом грађења аутопута. Сељаци говоре, да је то гробље „римско" или „латинско". Ту је сада кућа сељака Велимира Ракића.
Најстарији део Палојца лежи на високом земљишту у изворишном делу Палојске Речице. Тај део зове се Старо Село и сада у њему има 25 кућа. Млађи делови насеља основани су на нижем земљишту све до ушћа речнце у Ј. Мораву.
Постоји предање, да су некада становници Палојца „од Турака" морали да беже у друга планинска села, као што су Баинце и Рупље. Касније су се вратили у село. Могућно да је то било 1878. г.
На потесу Палојска Росуља један локалитет носи име Ачиште. По причању, „тамо су седели Турци" : имали су хан и дућан. Остатака од старина сада тамо нема, јер је „вода све однела".
Становници Палојца о празницима раније су посећивали цркве у удаљенијим селима Ораовици или Козару. Касније су почели да посећују цркву у варошици Предејану. Сеоска слава је Спасовдан Тада долазе гости из других села. Главно насеље је код крста у махали Петловци.
1950. г. у фебруару све становнике Палојца, као и сељаке околних насеља (Личин Дола, Крпејца, села Предејана, Бричевја и Суевја), државна власт је преселила у војвођанско насеље Буљкес. Ти пресељеници тамо дуго нису остали: у току 1950. и 1951. г. њихов највећи део вратио се у стара насеља.
У новије време постоји тежња сељака да се са кућама спусте што ближе Морави поред железничке пруге; ту сада води и аутопут. На том месту за последње три године основана је махала Палојска Росуља са 15 кућа. Оне су тамо прешле из старијих махала.
Месна основна школа се од 1931. године назива "Стеван Немања".

## Демографија
У насељу Палојце живи 389 пунолетних становника, а просечна старост становништва износи 37,6 година (36,2 код мушкараца и 39,1 код жена). У насељу има 142 домаћинства, а просечан број чланова по домаћинству је 3,41.
Ово насеље је у потпуности насељено Србима (према попису из 2002. године), а у последња три пописа, примећен је пад у броју становника.
|  |

| Демографија | Демографија | Демографија |
| Година      | Становника  | Становника  |
| ----------- | ----------- | ----------- |
| 1948.       | 551         |             |
| 1953.       | 475         |             |
| 1961.       | 458         |             |
| 1971.       | 446         |             |
| 1981.       | 526         |             |
| 1991.       | 512         | 511         |
| 2002.       | 484         | 502         |
| 2011.       | 453         |             |
| 2022.       | 329         |             |

| Етнички састав према попису из 2002.‍ | Етнички састав према попису из 2002.‍ | Етнички састав према попису из 2002.‍ | Етнички састав према попису из 2002.‍ | Етнички састав према попису из 2002.‍ |
| ------------------------------------ | ------------------------------------ | ------------------------------------ | ------------------------------------ | ------------------------------------ |
|                                      |                                      |                                      |                                      |                                      |
| Срби                                 | Срби                                 |                                      | 484                                  | 100,0%                               |
| непознато                            | непознато                            |                                      | 0                                    | 0,0%                                 |

| Година пописа     | 1948. | 1953. | 1961. | 1971. | 1981. | 1991. | 2002. |
| ----------------- | ----- | ----- | ----- | ----- | ----- | ----- | ----- |
| Број домаћинстава | 87    | 77    | 94    | 101   | 125   | 123   | 142   |

| Број чланова      | 1  | 2  | 3  | 4  | 5  | 6 | 7 | 8 | 9 | 10 и више | Просек |
| ----------------- | -- | -- | -- | -- | -- | - | - | - | - | --------- | ------ |
| Број домаћинстава | 19 | 27 | 26 | 36 | 21 | 8 | 4 | 1 | 0 | 0         | 3,41   |

| Пол    | Укупно | Неожењен/Неудата | Ожењен/Удата | Удовац/Удовица | Разведен/Разведена | Непознато |
| ------ | ------ | ---------------- | ------------ | -------------- | ------------------ | --------- |
| Мушки  | 210    | 71               | 128          | 9              | 2                  | 0         |
| Женски | 193    | 37               | 133          | 20             | 3                  | 0         |
| УКУПНО | 403    | 108              | 261          | 29             | 5                  | 0         |

| Пол    | Укупно                    | Пољопривреда, лов и шумарство | Рибарство                            | Вађење руде и камена | Прерађивачка индустрија       |
| ------ | ------------------------- | ----------------------------- | ------------------------------------ | -------------------- | ----------------------------- |
| Мушки  | 80                        | 6                             | 0                                    | 0                    | 8                             |
| Женски | 17                        | 3                             | 0                                    | 0                    | 5                             |
| УКУПНО | 97                        | 9                             | 0                                    | 0                    | 13                            |
| Пол    | Производња и снабдевање   | Грађевинарство                | Трговина                             | Хотели и ресторани   | Саобраћај, складиштење и везе |
| Мушки  | 3                         | 44                            | 2                                    | 2                    | 2                             |
| Женски | 0                         | 4                             | 4                                    | 0                    | 0                             |
| УКУПНО | 3                         | 48                            | 6                                    | 2                    | 2                             |
| Пол    | Финансијско посредовање   | Некретнине                    | Државна управа и одбрана             | Образовање           | Здравствени и социјални рад   |
| Мушки  | 0                         | 1                             | 2                                    | 1                    | 0                             |
| Женски | 0                         | 0                             | 0                                    | 0                    | 0                             |
| УКУПНО | 0                         | 1                             | 2                                    | 1                    | 0                             |
| Пол    | Остале услужне активности | Приватна домаћинства          | Екстериторијалне организације и тела | Непознато            | Непознато                     |
| Мушки  | 0                         | 0                             | 0                                    | 9                    | 9                             |
| Женски | 0                         | 0                             | 0                                    | 1                    | 1                             |
| УКУПНО | 0                         | 0                             | 0                                    | 10                   | 10                            |

- Палојце и део аутопута кроз Грделичку клисуру.